# Libro negro de la segunda tiranía
Libro negro de la segunda tiranía es el título con el que es conocido un folleto publicado en 1958 en Argentina por la dictadura autodenominada Revolución Libertadora. El folleto tuvo la función propagandista de descalificar al peronismo y los dos períodos de presidencias de Juan Domingo Perón que se extendieron entre 1946 y 1955, hasta que la mencionada dictadura lo derrocó mediante un golpe de Estado. La Junta Militar ilegalizó al peronismo, reprimió sus actividades y tuvo como una de sus misiones "desperonizar" al país por medio del Decreto Ley 4161 de 1956.

## Contenido
El folleto estaba precedido por el texto del Decreto Ley 14.988/1956 de la Junta Militar que había ordenado realizar el informe. A continuación tiene 13 capítulos y un anexo con varias sentencias dictadas contra Perón y otros dirigentes peronistas.
El detalle del contenido de cada capítulo y los anexos es el siguiente:
I INTRODUCCIÓN. Razón de este libro – La tradición nacional – La libertad, la igualdad y la democracia: principios esenciales del pueblo argentino. – Infiltración de las ideas antidemocráticas. – Preparación de la dictadura.
II. EL DICTADOR. Sus antecedentes personales. – Su concepto de la conducción política. – Su visión del pasado histórico. – Su doctrina. – “La Señora”. – La auto-glorificación. – El mando sin término. – Su enriquecimiento. – Su caída.
III. EL PARTIDO OFICIAL. Cómo se constituye. – Cómo se desarrolló. – Cómo se sostuvo. – Cómo elegía sus candidatos. – Su disolución.
IV. LOS LEGISLADORES DE LA DICTADURA. Los viejos parlamentarios. – Cómo actuaron los legisladores de la dictadura. – Cómo se los vigiló. – Su acrecentamiento patrimonial. – Los legisladores provinciales.
V. MEDIOS DE PROPAGANDA Y DOMINACIÓN. Una página de la “Política” de Aristóteles. – La propaganda. – La prensa. – La libertad de prensa en la tradición argentina. – Martirologio de la prensa libre. – La prensa bajo la dictadura. – Incautación de la mayoría de los diarios y revistas del país. La radiodifusión. – Monopolio de la publicidad. – Sus propósitos. – Otros medios de publicidad. – El miedo. – Un ejemplo de intimidación pública.
VI LA JUSTICIA. La Justicia de la dictadura. – El juicio político contra los ministros de la Corte Suprema. – Sometimiento de la judicatura. – Algunos ejemplos. – La justicia de la provincia de Buenos Aires. – La justicia al finalizar la dictadura.
VII. POLÍTICA INTERNA. Concepción totalitaria del Estado. – El Estado justicialista. – El Ministerio del Interior. – El Ministerio de Asuntos Políticos. – Los partidos políticos. – Cómo se hizo la reforma constitucional de 1949. – Un plan electoral. – Avasallamiento de las provincias. – Comando estratégico y comando técnico. – Plan político año 1952. – Otros planes de acción.
VIII. POLÍTICA SOCIAL. La legislación social argentina anterior a 1943. – El dominio de los sindicatos como medio de conquistar el poder. – La legislación social posterior a 1943.
IX. POLÍTICA ECONÓMICA. Nuestra situación económica al terminar la Segunda Guerra Mundial. – Resultados de la política económica de la dictadura.
X. LA EDUCACIÓN Y LA CULTURA. La educación en la libertad. – propósito de la educación bajo la dictadura. – la enseñanza primaria. – Forzada organización del magisterio primario. – Docentes sin título. – las academias nacionales. – Las instituciones de cultura.
XI CORRUPCIÓN Y DESORDEN. La corrupción oficial. – La compra de los ferrocarriles extranjeros. – El negociado de automóviles Mercedes Benz. – Otros negociados de automóviles. - Negociado de televisores. – La comercialización de la producción agrícola. – El Instituto Argentino de Producción del Intercambio (IAPI). – El caso Richter. – Construcción del gasoducto Comodoro Rivadavia-Buenos Aires. – Aeropuerto de Ezeiza. – Frigorífico Nacional de la Ciudad de Buenos Aires.
XII. LOS GRANDES CRÍMENES. El miedo del dictador. - Un hecho oscuro: la muerte de Juan Duarte. – Incendios de las sedes de los partidos políticos. – Incendio del Jockey Club. – La quema de la bandera (11 de junio de 1955). – El ataque a la Catedral (12 de junio de 1955) y la expulsión de dos prelados (14 de junio de 1955). – Incendio de templos católicos (16 de junio de 1955). – Torturas, vejaciones y otros apremios ilegales. – El delito de genocidio.
XIII. DIFUSIÓN DEL PERONISMO EN EL EXTERIOR. La propaganda del “justicialismo”. – La Agrupación de Trabajadores Latino – Americanos Sindicalistas (ATLAS)
APÉNDICE
- Nota pasada por el dictador al señor ministro de Asuntos Políticos Román A. Subiza (Facsímil) Discurso del dictador, pronunciado el 31 de agosto de 1955
- Declaraciones del exvicepresidente Tesaire el 4 de octubre de 1955
- Fallo del Tribunal Superior que juzgó al general Perón.
- Sentencia de la Corte Suprema de Justicia de la Nación sobre los Bienes mal habidos del dictador

- Fallos de primera instancia (decretando prisión preventiva)

1. Héctor José Cámpora y otros s/ recurso de queja - pedido de libertad.
2. Ramón Amancio Albariño y otros s/ recurso de queja - pedido de libertad.
3. John William Cooke s/ incidente de queja.
4. Guillermo Manuel Campano s/ traición y asociación ilícita.
5. Ricardo Antonio San Millán s/ traición y asociación ilícita.
6. Plácido Guillermo López y otro s/recurso de queja.
7. Juan Carlos García s/ recurso pedido de libertad.
8. Héctor D. Lagraña y otros s/ recurso pedido de libertad.

- Fallos de primera instancia decretando prisión preventiva y procesamientos

1. Perón, Juan Domingo y otros s/traición y asociación ilícita.
2. Fallo de la Cámara Nacional de Apelaciones en la Civil, Comercial y Penal Especial y lo Contencioso-administrativo confirmando prisiones preventivas.
3. Fallo de primera instancia (complementa el dictado por la cámara confirmando 93 prisiones y revocando 2)
4. Fallo de la Junta Nacional de Recuperación Patrimonial sobre los bienes de Jorge Antonio.